# Sandy Clark
Alexander Clark (Airdrie, 28 ottobre 1956) è un allenatore di calcio ed ex calciatore scozzese, di ruolo attaccante.

## Biografia
Anche suo figlio Nicky Clark è un calciatore professionista.

## Carriera

### Giocatore
Fu nominato Giocatore dell'anno della SPFA nel 1982.

## Palmarès

### Giocatore

#### Club
- Coppa di Lega scozzese: 1

Rangers: 1983-1984

#### Individuale
- Giocatore dell'anno della SPFA: 1

1982

### Allenatore

#### Competizioni regionali
- Forfarshire Cup: 1

St. Johnstone: 1998-1999